# Accettanza
L'accettanza (anche chiamata etendue o étendue) è una proprietà della luce in un sistema ottico, che esprime il grado di allargamento del fascio ottico in termini di area e di angolo.
L'accettanza può essere definita indifferentemente ragionando dal punto di vista della sorgente ottica o del ricevitore. Dal punto di vista della sorgente ottica, viene definita come il prodotto dell'area della sorgente moltiplicata per l'angolo solido sotteso dalla pupilla di ingresso del sistema. Equivalentemente, dal punto di vista del sistema ottico rilevatore, può essere ottenuta moltiplicando l'area della pupilla di ingresso per l'angolo solido da cui questa vede la sorgente. Questa quantità differenziale deve poi essere integrata lungo sorgente e diaframma per ottenere l'accettanza complessiva, nel caso in cui le loro dimensioni non siano infinitesime.